# Вальдізотто
Вальдізотто (італ. Valdisotto) — муніципалітет в Італії, у регіоні Ломбардія,  провінція Сондріо.
Вальдізотто розташоване на відстані близько 540 км на північ від Рима, 140 км на північний схід від Мілана, 50 км на північний схід від Сондріо.
Населення — 3569 осіб (2014).

## Демографія
Населення за роками:

Станом на 1 січня 2023 року в муніципалітеті офіційно проживало 128 іноземців з 26 країн, серед них 35 громадян країн Євросоюзу та 1 громадянин України.

## Сусідні муніципалітети
- Борміо
- Грозіо
- Сондало
- Вальдідентро
- Вальфурва